# Javier Rojo Gómez, Atzalan
Javier Rojo Gómez är en ort i Mexiko.   Den ligger i kommunen Atzalan och delstaten Veracruz, i den sydöstra delen av landet, 220 km öster om huvudstaden Mexico City. Javier Rojo Gómez ligger 101 meter över havet och antalet invånare är 503.
Terrängen runt Javier Rojo Gómez är platt norrut, men söderut är den kuperad. Runt Javier Rojo Gómez är det ganska tätbefolkat, med 93 invånare per kvadratkilometer. Närmaste större samhälle är Martínez de la Torre, 6,1 km nordost om Javier Rojo Gómez. Omgivningarna runt Javier Rojo Gómez är en mosaik av jordbruksmark och naturlig växtlighet.